# Santa Cruz Huitzizilapan
Santa Cruz Huitzizilapan är en ort i Mexiko.   Den ligger i kommunen Lerma och delstaten Mexiko, i den sydöstra delen av landet, 30 km väster om huvudstaden Mexico City. Santa Cruz Huitzizilapan ligger 2 842 meter över havet och antalet invånare är 1 592.
Terrängen runt Santa Cruz Huitzizilapan är huvudsakligen kuperad, men västerut är den platt. Runt Santa Cruz Huitzizilapan är det mycket tätbefolkat, med 1 956 invånare per kvadratkilometer. Närmaste större samhälle är Cuajimalpa, 16,7 km öster om Santa Cruz Huitzizilapan. I omgivningarna runt Santa Cruz Huitzizilapan växer i huvudsak blandskog.